# 矢崎山遺跡

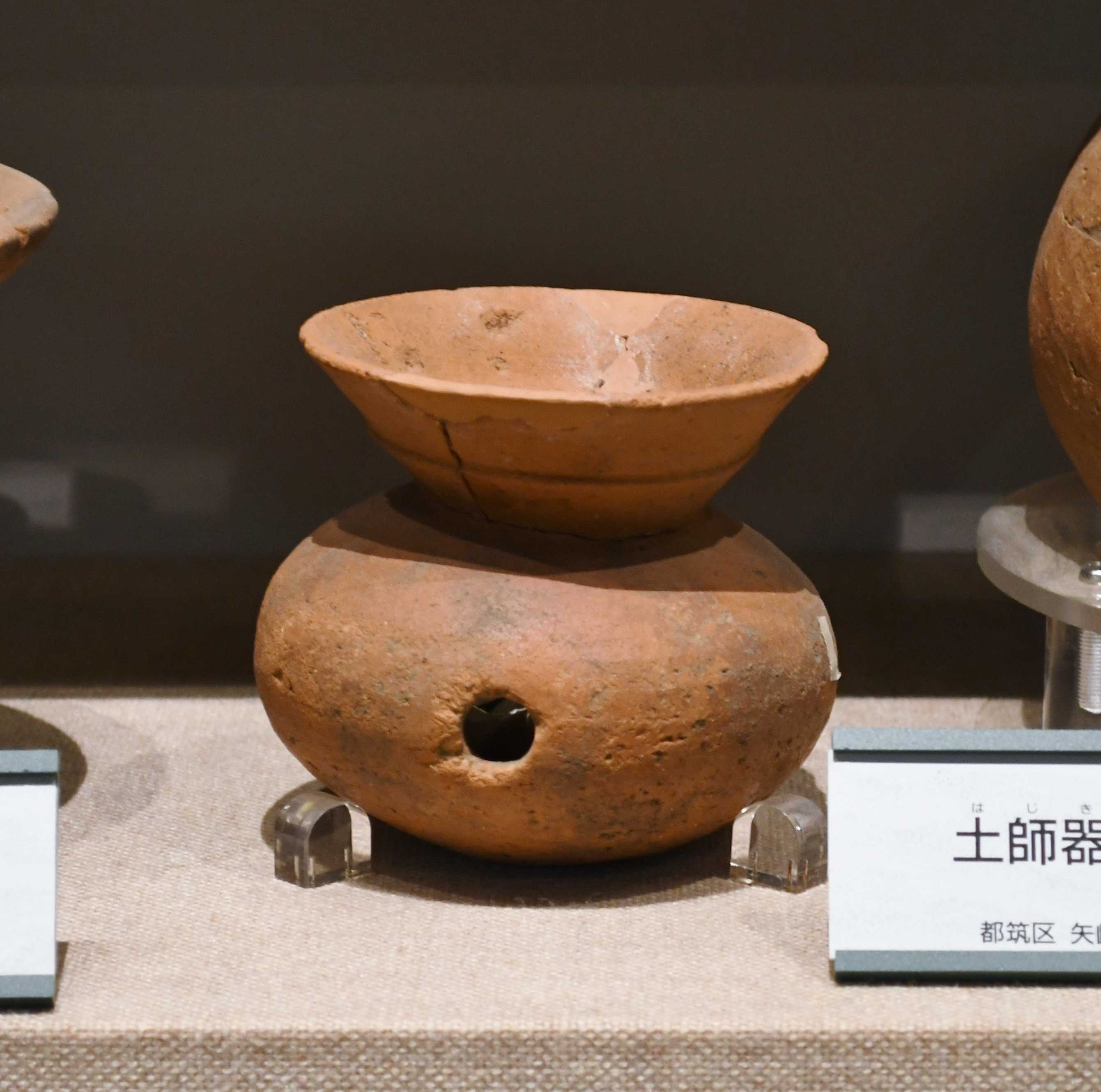
矢崎山遺跡出土、土師器の𤭯（はそう）（2021年5月30日撮影）

矢崎山遺跡（やざきやまいせき）はかつて神奈川県横浜市都筑区荏田南町（調査当時は緑区荏田町）に存在した縄文時代から中世にかけての複合遺跡で、特に古墳時代の大集落を主体とする遺跡である。港北ニュータウン遺跡群の1つ。横浜市内の古墳時代中期（5世紀）の集落として最大の規模を持ち、竈を備えた竪穴建物が集落の成立期から建てられるなど、先進的・かつ拠点的なムラであった。

## 概要

### 立地
鶴見川の支流・早渕川南岸に面した柚ノ木台（ゆのきだい）と呼ばれる台地上の、標高25～50メートル程の東向き緩斜面に所在した。遺跡規模は台地上の推定60000平方メートルの範囲におよぶ。

### 調査の背景
現在の都筑区（かつては緑区・港北区）地域は、かつては多摩丘陵の一角として丘陵（森林）と谷戸（田畑）の広がる典型的な里山であった。1965年（昭和40年）に発表された港北ニュータウン事業は、この里山地帯を30万人規模の一大住宅地域に改造する都市計画であり、この未曾有の開発工事によって、開発区域内に広がる268箇所もの周知の埋蔵文化財包蔵地（遺跡）のうち、200箇所以上が1970年（昭和45年）から1989年（平成元年）まで、約20年かけて発掘調査されることとなった（港北ニュータウン遺跡群）。矢崎山遺跡はこの過程で、1976年（昭和51年）6月11日から1977年（昭和52年）8月9日にかけて発掘調査された。なお、2003年（平成15年）には、同一台地上で老人ホームが建設されるにあたり、矢崎山遺跡の西側に隣接する範囲が矢崎山西遺跡（やざきやまにしいせき、柚ノ木台遺跡とも。）として調査されている。

### 調査結果
この結果、矢崎山遺跡からは、縄文時代早期の落とし穴8基、弥生時代中期の方形周溝墓11基、古墳時代中期（5世紀）中頃から後期（6世紀）に属する竪穴建物100軒、掘立柱建物2棟、古墳ではない祭祀遺構と見られる円形周溝2基、溝1条、土坑5基などの遺構が検出された。また、集落の乗る台地南側斜面・南東側斜面地では、13基の横穴墓が検出された（矢崎山横穴墓群）。古墳時代以降の遺構としては、平安時代の竪穴建物1軒、火葬墓2基、中世（16世紀代?）の地下式坑1基、墓坑1基が検出されている。また、西側の矢崎山西遺跡で方形周溝墓とV字溝が検出されていることから、台地西側に弥生時代中期の環濠集落が存在し、矢崎山遺跡の方形周溝墓群はその墓地と考えられている。
矢崎山遺跡の調査成果として注目されるのは、古墳時代中期の拠点的な大集落が発見された点である。神奈川県内では古墳時代中期に集落遺跡数が減少する傾向があり、その理由として集団の生活拠点が台地上から低地部（沖積地）へ移行したなどの説が考えられているが、はっきりとした原因は判明していない。この中にあって矢崎山遺跡では、5世紀後半から6世紀にかけての建物総数が約100軒に上り、早渕川流域の同時代集落でも突出した規模であったことが判明した。また、5世紀半ばの集落出現段階から、ほとんどの竪穴建物で、当時朝鮮半島経由で日本列島に導入されたばかりの最新調理設備である竈が備えられていた。このほか、同じく最新技術の窖窯の導入によって生産されるようになった須恵器や、鉄器生産を行った鍛冶遺構（炉）を持つ竪穴建物と鍛冶遺物（鞴の羽口・鉄滓）などが検出された。また、集落中央の円形周溝内部や大型の第13号建物内から、剣や鏡・勾玉などを模して主に滑石で造られ、古墳時代中期に集落内祭祀で用いられるようになった「石製模造品」が検出され、先進文化をいち早く取り入れた上で出現した特異な集落であるとされる。矢崎山集落の南150ｍの尾根筋には、5世紀末から6世紀初頭に築造された方墳である矢崎山古墳（荏田62遺跡）があり、同集落の最盛期を現出した盟主的存在の墓と考えられている。

### 遺跡の変遷
その後の6世紀中頃以降は、集落の中心地が矢崎山遺跡から矢崎山西遺跡に移動し、6世紀末から7世紀代には矢崎山・矢崎山西遺跡共に建物数が激減していく。集落の中心が柚ノ木台の台地内でさらに移動したのか、あるいは集落そのものが衰退したのか、なお未解明の点があるが、この時期には西に1.4㎞離れた位置に、のちの都筑郡郡衙である長者原遺跡の集落が出現しており、矢崎山から人々がそちらへ移動した可能性も考えられている。